# 6:66 Satan’s Child
6:66 Satan's Child – szósty album amerykańskiego zespołu Danzig. Wydany 2 listopada 1999 roku.

## Lista utworów
1. "Five Finger Crawl" – 3:38
2. "Belly Of The Beast" – 4:28
3. "Lilin" – 6:31
4. "Unspeakable" – 4:12
5. "Cult Without A Name" – 4:39
6. "East Indian Devil" – 4:03
7. "Firemass" – 3:52
8. "Cold Eternal" – 4:41
9. "Satan's Child" – 3:30
10. "Into The Mouth Of Abandonment" – 4:37
11. "Apokalips" – 4:45
12. "Thirteen" – 4:12

## Twórcy
- Glenn Danzig – śpiew, gitara
- Joey Castillo – perkusja
- Jeff Chambers – gitara
- Josh Lazie – gitara basowa

## Wideografia
- "Five Finger Crawl" – 1999